# Aquilegia nugorensis
Aquilegia nugorensis és una planta herbàcia perenne que pertany a la família de les ranunculàcies.

## Descripció
El sistema radicular està constituït per un gran rizoma. La tija i les branques on es desenvolupen les inflorescències són erectes i poder créixer fins a una llargada que oscil·la entre els 30 i els 80 cm. Les fulles, gravades i lobulades, s'organitzen en rosetes. Les flors són cerulenes, amb una corol·la de 40-50 mm de diàmetre. Els fruits són glandulars i plumbescents i són fol·licles i erectes.

## Distribució i hàbitat
La planta és un endemisme de Sardenya.

## Conservació
La planta està sota amenaça i està en perill d'extinció a la natura.

## Taxonomia
Aquilegia nugorensis va ser descrita per Pier Virgilio Arrigoni i Enio Nardi i publicat a Bollettino della Società Sarda di Scienze Naturali 17: 220. 1978.
Etimologia
Aquilegia : nom genèric que deriva del llatí aquila = "àguila", en referència a la forma dels pètals de la qual se'n diu que és com l'urpa d'una àguila.
nugorensis: epítet.